# Acacia kerryana
Acacia kerryana är en ärtväxtart som beskrevs av Bruce R. Maslin. Acacia kerryana ingår i släktet akacior, och familjen ärtväxter. Inga underarter finns listade i Catalogue of Life.